# A felhúzhatós lány
A felhúzhatós lány (The Windup Girl) egy biopunk témájú science fiction regény Paolo Bacigalupi tollából. A regény a modern science fiction irodalom egyik legtöbbre tartott alkotása, mely a tematika legtöbb neves díját elnyerte nem sokkal a 2009-es megjelenése után.
Magyar nyelven az Ad Astra jelentette meg 2012-ben, Horváth Norbert fordításában. A magyar kiadás különlegessége, hogy Bacigalupi külön a hazai kiadvány számára írt egy utószót is.

## A regény világa
A felhúzhatós lány a 23. századi Thaiföldön játszódik, a globális felmelegedés és az olajválság után. A megemelkedett tengerszinttől az országokat gátakkal védik, és a nép retteg a pusztító járványoktól. A biotechnológia lett az uralkodó tudományág, melyet leginkább a multinacionális kalóriatársaságok használnak ki, mint a AgriGen, PurCal és a RedStar. A cégek kezébe nagy hatalom összpontosul: génhackerek segítségével állítanak elő mesterséges élelmet, a bioterrorizmus fölötti irányítás és zsoldoshadseregek birtoklása. A Thaiföldi Királyságot egy gyermekkirálynő irányítja.
A két legfontosabb karaktere a regénynek: Emiko, az úgynevezett „felhúzhatós lány”, aki egy az új, mesterséges emberek közül. Emikót egy japán férfi készíttette el, majd Thaiföldön hagyta, ahol állandó szexuális megaláztatás alatt él. A másikuk a kalóriaügynök Anderson Lake, aki látszólag egy lendrúgókat előállító cég feje, titokban pedig az ország felbecsülhetetlen értékű magbankját kutatja.

## Díjak és elismerések
- Hugo-díj (2010) 
  - legjobb regény (közösen China Miéville A város és a város között (2009) című regényével)[1]
- Nebula-díj (2010)
  - legjobb regény[2]
- John W. Campbell-emlékdíj (2010)
  - legjobb sci-fi regény[3]
- Szeiun-díj (2012)
  - legjobb fordítás (nagyregény)[4]
- Kurd-Laßwitz-díj (2012)
  - legjobb külföldi mű (Biokrieg címmel megjelent német fordítás)
- Compton Crook-díj (2010)
- Locus-díj: 2010
  - legjobb debütáló regény[5]

## Fogadtatás
A felhúzhatós lány világszerte sikert aratott a sci-fi rajongók körében, és a kritikusok is sokra méltatták. A TIME 2009 legjobb sci-fi regényének nevezte. Bacigalupira nagy hatást gyakorolt William Gibson munkássága, ez pedig a magazinok figyelmét sem kerülte el. Lev Grossman szerint a regény cyberpunkszerű, csak nincsenek benne számítógépek.
A magyar kritikusok között is sikeresnek bizonyult Bacigalupi könyve. Az SFmag.hu például díjazta a szerző világalkotó képességét, a könyvet pedig „ragyogóan megírt”, „izgalmas” regénynek nevezte. valamint azt is hozzáfűzték, hogy „minden meg van benne ahhoz, hogy kultuszkönyvvé váljon”. Hasonlóan pozitív kritikát kapott – még a magyar megjelenés előtt – az endless.hu ismertetésében.

## Magyarul
- A felhúzhatós lány; ford. Horváth Norbert; Ad Astra, Bp., 2012

## Külső hivatkozások
- Paolo Bacigalupi: A felhúzhatós lány
- Kritika az SFPortálon
- A felhúzhatós lány a io9.com-on
- A felhúzhatós lány audiokritika és beszélgetés a műről az The Science Fiction Book Review Podcasten